# 淮南焦岗湖国家湿地公园
淮南焦崗湖國家濕地公園為位於淮河中部北岸一个湖泊湿地，為安徽省颍上县与凤台县交界处。
1950年代中淮河大堤修建后，与淮河的自然连通被阻断，仅通过圆心闸人工调节与淮河连通，并逐步被围垦，沿湖修建圈堤，圈堤内面积约40平方公里现已为长年积水湖泊，多数区域已被建为人工养鱼场，圈堤外已开垦为耕地，湿地面积已基本无存。焦岗湖自然资源丰富，鸡头（芡实）、菱角是最有名的水产。